# The Temptations
The Temptations je američki sastav osnovan u Detroitu 1960. godine. Smatra se da je sastav jedan od onih koji je dao najviše uspješnica u povijesti glazbe. Prodao je desetke milijuna albuma i jedni su od najpoznatijih glazbenika izdavačke kuće Motown Records. U njihov glazbeni repertorar spadaju glazbeni stilovi : R&B, doo-wop, funk, disco, soul, 
i adult contemporary. Prvo su se zvali The Elgins, i uvijek je sastav imao pet pjevača, plesača. U početku sastav je sastavljen od dva lokalna detroitska sastava: The Distants (Otis Williams, Elbridge "Al" Bryant i Melvin Franklin) i The Primes (Eddie Kendricks i Paul Williams). Tijekom vremena kroz sastav je prošao veliki broj glazbenika: David Ruffin, Dennis Edwards, Richard Street, Damon Harris, Ron Tyson, Ali-Ollie Woodson, Theo PeoPles i G. C. Cameron. Izmjene postave sastava često su se mijenjale pogotovo u zadnje vrijeme.
Sastav je poznat po svojim koreografijama, elegantnom odjevanju, i za njih se kaže da su utjecali na soul glazbu na isti način kako su Beatlesi utjecali na pop i rock. Sastav je imao dugu tradiciju suradnje s izdavačkom kućom Motown (jedino Stevie Wonder je duže vrijeme kod iste izdavačke kuće). 40 godina: 16 između 1961. i 1977., i 24 godine između 1980. i 2004. (od 1977. do 1980., bili su kod Atlantic Recordsa). 2009., The Temptations nastavljaju pjevati i snimati za Universal Records, s jedinim živim članom originalone postave, suosnivačem Otisom Williamsom.
U svojoj dugoj karijeri imali su četiri nº 1 singla na Billboard Hot 100, i 14 nº 1 singlova na Billboard R&B. Za svoj rad dobili su tri Grammya, i još dva za skladanje i produkciju hita iz 1972., "Papa Was a Rollin' Stone". The Temptations je bio prvi sastav koji je potpisao za Motown i koji je dobio Grammya. Šest članova sastava: Dennis Edwards, Melvin Franklin, Eddie Kendricks, David Ruffin, Otis Williams i Paul Williams primljeni su u Rock and Roll Hall of Fame 1989. Najpoznatije pjesme sastava su : “My Girl", "Ain't Too Proud to Beg", "Papa Was a Rollin' Stone" i “The Way You Do the Things You Do".

## Članovi

### The Primes
Također poznati i kao The Cavaliers
- Paul Williams (1955.–1960.)
- Eddie Kendricks (1955.–1960.)
- Kell Osborne (1955.–1960.)
- Wiley Waller (1955.–1957.)

### The Distants
Također poznati i kao Otis Williams & The Distants, Otis Williams & The siberians
- Otis Williams (1958.–1960.)
- Elbridge "Al" Bryant (1958.–1960.)
- James "Pee-Wee" Crawford (1958.–1959.)
- Vernard Plain (1958.–1959.)
- Arthur Walton (1958.–1959.)
- Melvin Franklin (1959.–1960.)
- Richard Street (1959.–1960.)
- Albert "Mooch" Harrell (1959.–1960.)

### The Temptations
Također poznati i kao The Elgins
- Otis Williams (1960.–danas)
- Elbridge "Al" Bryant (1960.–1963.)
- Melvin Franklin (1960.–1995.)
- Eddie Kendricks (1960.–1971., 1982.)
- Paul Williams (1960.–1971.)
- David Ruffin (1964.–1968., 1982.)
- Dennis Edwards (1968.–1977., 1980.–1984., 1987.–1989.)
- Ricky Owens (1971.)
- Richard Street (1971.–1992.)
- Damon Harris (1971.–1975.)
- Glenn Leonard (1975.–1983.)
- Louis Price (1977.–1980.)
- Ron Tyson (1983.–danas)
- Ali-Ollie Woodson (1984.–1987., 1989.–1997.)
- Theo Peoples (1992.–1998.)
- Ray Davis (1994.–1995.)
- Harry McGilberry (1995.–2003.)
- Terry Weeks (1997.–danas)
- Barrington "Bo" Henderson (1998.–2003.)
- G. C. Cameron (2003.–2007.)
- Joe Herndon (2003.–danas)
- Bruce Williamson (2007.–danas)

## Diskografija
| Godina | Naziv pjesme                                                                 | Top 10 SAD | Top 10 UK | R&B No. 1 |
| ------ | ---------------------------------------------------------------------------- | ---------- | --------- | --------- |
| 1965.: | "My Girl"                                                                    | 1.         | -         | 1.        |
| 1966:  | "Get Ready"                                                                  | 29.        | 10.       | 1.        |
| 1966.: | "Ain't Too Proud to Beg"                                                     | 13.        | -         | 1.        |
| 1966.: | "Beauty Is Only Skin Deep"                                                   | 3.         | -         | 1.        |
| 1966.: | "(I Know) I'm Losing You"                                                    | 8.         | -         | 1.        |
| 1967.: | "All I Need]"                                                                | 8.         | 26.       | 2.        |
| 1967.: | "You're My Everything"                                                       | 6.         | -         | 3.        |
| 1967.: | "I Wish It Would Rain"                                                       | 4.         | -         | 1.        |
| 1968.: | "I Could Never Love Another (After Loving You)"                              | 13.        | -         | 1.        |
| 1968.: | "Cloud Nine"                                                                 | 6.         | -         | 2.        |
| 1968.: | "I'm Gonna Make You Love Me" (Diana Ross & the Supremes and the Temptations) | 2.         | 2.        | 1.        |
| 1969.: | "Run Away Child, Running Wild"                                               | 6.         | -         | 1.        |
| 1969.: | "I Can't Get Next to You"                                                    | 1.         | -         | 1.        |
| 1970.: | "Psychedelic Shack"                                                          | 7.         | -         | 2.        |
| 1970.: | "Ball of Confusion (That's What the World Is Today)"                         | 3.         | 7.        | 2.        |
| 1971.: | "Just My Imagination (Running Away with Me)"                                 | 1.         | 8.        | 1.        |
| 1972.: | "Papa Was a Rollin' Stone"                                                   | 1.         | -         | 5.        |
| 1973.: | "Masterpiece"                                                                | 7.         | -         | 1.        |
| 1973.: | "Let Your Hair Down"                                                         | -          | -         | 1.        |
| 1974.: | "Happy People"                                                               | -          | -         | 1.        |
| 1975.: | "Shakey Ground"                                                              | -          | -         | 1.        |
| 1991.: | "The Motown Song" (Rod Stewart featuring The Temptations)                    | 10.        | -         | -         |
| 1992.: | "My Girl"                                                                    | -          | 2.        | -         |

### Albumi u ljestvicama Top Ten
- 1965.: The Temptations Sing Smokey (R&B #1)
- 1965.: The Temptin' Temptations (R&B #1)
- 1966.: Gettin' Ready (R&B #1)
- 1966.: Greatest Hits (R&B #1) (US #5)
- 1967.: Temptations Live! (R&B #1) (US #10)
- 1967.: The Temptations with a Lot o' Soul (R&B #1) (US #7)
- 1967.: The Temptations in a Mellow Mood (R&B #1)
- 1968.: The Temptations Wish It Would Rain (R&B #1)
- 1968.: The Temptations Show (R&B #2)
- 1968.: Diana Ross & the Supremes Join The Temptations (s Dianom Ross & The Supremes) (R&B #1) (US #2)
- 1968.: TCB (s Dianom Ross & The Supremes) (R&B #1) (US #1)
- 1968.: Live at the Copa (R&B #2)
- 1969.: Cloud Nine (R&B #1) (US #4)
- 1969.: Puzzle People (R&B #1) (US #5)
- 1969.: Together (R&B #6)
- 1969.: On Broadway (R&B #4)
- 1970.: Psychedelic Shack (R&B #1) (US #9)
- 1970.: Live at London's Talk of the Town (R&B #5)
- 1970.: Greatest Hits, Vol. 2 (R&B #2)
- 1971.: Sky's the Limit (R&B #2)
- 1972.: Solid Rock (R&B #1)
- 1972.: All Directions (R&B #1) (US #2)
- 1973.: Masterpiece (R&B #1) (US #7)
- 1973.: Anthology (R&B #5)
- 1973.: 1990 (R&B #2)
- 1975.: A Song for You (R&B #1)
- 1975.: Wings of Love (R&B #3)
- 1976.: The Temptations Do The Temptations (R&B #10)
- 1982.: Reunion (R&B #2)
- 1984.: Truly For You (R&B #3)
- 1986.: To Be Continued (R&B #4)

## Filmografija
- 1973.: Save the Children
- 1987.: Happy New Year
- 2007.: Walk Hard: The Dewey Cox Story

### Pojavljivanja na televiziji
- 1985.: The Fall Guy (TV epizoda "Rockabye Baby")
- 1985.: The Love Boat (TV epizoda "Your Money or Your Wife/Joint Custody/The Temptations")
- 1986.: Moonlighting (TV epizoda "Symphony in Knocked Flat")
- 1986.: 227 (TV epizoda "Temptations")
- 1990.: Murphy Brown (TV epizoda "Goin' to the Chapel)
- 1993.: Getting By (TV epizoda "Reach for the Stars")
- 1996.: New York Undercover (TV epizoda "Deep Cover")
- 2008.: Friday Night with Jonathan Ross

### Video i DVD-ovi
- 1991.: The Temptations - Live in Concert
- 2004.: 20th century Masters - The Best of the Temptations
- 2006.: Get Ready: The Definitive Performances - 1965. – 1972.
- 2007.: The Temptations - Live In London (1987.)

## Bibliografja
- George, Nelson. "Cool as They Wanna Be". The Temptations: Emperors of Soul [CD Box Set]. New York: Motown Record Co., L.P.
- Posner, Gerald (2002). Motown : Music, Money, Sex, and Power. New York: Random House. ISBN 0-375-50062-6.
- Weinger, Harry (1994). "Sunshine on a Cloudy Day". The Temptations: Emperors of Soul [CD Box Set]. New York: Motown Record Co., L.P.
- Williams, Otis and Romanowski, Patricia (1988, updated 2002). Temptations. Lanham, MD: Cooper Square. ISBN 0-8154-1218-5.
- George, Nelson (1985, rev. 2003). Where Did Our Love Go: The Rise and Fall of the Motown. London: Omnibus Press. ISBN 0-7119-9511-7.

## Vanjske poveznice
- Official homepage for Glenn Leonard - lead singer from 1975 to 1983
- Melvin Franklin/The Temptations interview by Pete Lewis, 'Blues & Soul' October 1992 (reprinted January 2009)  Arhivirana inačica izvorne stranice od 3. ožujka 2016. (Wayback Machine)
- Službene stranice sastava  Arhivirana inačica izvorne stranice od 12. rujna 2013. (Wayback Machine)
- Group profile at Soul Evolution  Arhivirana inačica izvorne stranice od 29. prosinca 2008. (Wayback Machine)
- Interview. Urban Street. 1991. Retrieved 1/30/09
- Otis Williams' official website (includes current tour schedule)  Arhivirana inačica izvorne stranice od 8. studenoga 2005. (Wayback Machine)
- Ron Tyson's official website  Arhivirana inačica izvorne stranice od 1. svibnja 2021. (Wayback Machine)
- Official Motown/Universal Website for The Temptations
- Classic Temptations page at Classic Motown website  Arhivirana inačica izvorne stranice od 5. ožujka 2005. (Wayback Machine)
- 'The Temptations' Vocal Group Hall of Fame Page  Arhivirana inačica izvorne stranice od 10. ožujka 2007. (Wayback Machine)
- Ali Ollie Woodson interview by Pete Lewis, 'Blues & Soul' December 2001 (reprinted June 2010)  Arhivirana inačica izvorne stranice od 3. ožujka 2016. (Wayback Machine)
- SoulTracks group biography and chart of past group members